# Łańcut (gemeente)
De gemeente Łańcut is een landgemeente in het Poolse woiwodschap Subkarpaten, in powiat Łańcucki.
De zetel van de gemeente is in Łańcut.
Op 30 juni 2004 telde de gemeente 20 216 inwoners.

## Oppervlakte gegevens
In 2002 bedroeg de totale oppervlakte van gemeente Łańcut 106,65 km², waarvan:
- agrarisch gebied: 83%
- bossen: 5%

De gemeente beslaat 23,6% van de totale oppervlakte van de powiat.

## Demografie
Stand op 30 juni 2004:
| Omschrijving                   | Totaal | Totaal | Vrouwen | Vrouwen | Mannen | Mannen |
| ------------------------------ | ------ | ------ | ------- | ------- | ------ | ------ |
| eenheid                        | aantal | %      | aantal  | %       | aantal | %      |
| inwoners                       | 20 216 | 100    | 10 330  | 51,1    | 9886   | 48,9   |
| bevolkingsdichtheid (inw./km²) | 189,6  | 189,6  | 96,9    | 96,9    | 92,7   | 92,7   |

In 2002 bedroeg het gemiddelde inkomen per inwoner 1236,73 zł.

## Administratieve plaatsen (sołectwo)
Albigowa, Cierpisz, Głuchów, Handzlówka, Kosina, Kraczkowa, Rogóźno, Sonina, Wysoka.

## Aangrenzende gemeenten
Białobrzegi, Chmielnik, Czarna, Gać, Krasne, Łańcut, Markowa, Przeworsk